# Malem
Malem es un municipio de Estados Federados de Micronesia, en el estado de Kosrae.

## Etimología
Malem proviene del kosraés "luna".